# 1889年殖民統治者名單
本列表列出1889年殖民地，保护国和属地的殖民統治者。

## 比利时
- 剛果自由邦
  - 卡米爾·揚森,剛果自由邦總督(1886-1891)
  - 贺曼·来德甘克，剛果自由州邦總督(1888-1889年)

## 法国
- 法屬索馬利蘭– 萊昂斯·拉加德，法属索马利兰总督(1888-1899)
- 里弗斯南 – 讓 - 瑪麗·貝約爾，南非里維埃雷中尉總督(1882-1891)

## 葡萄牙
- 安哥拉 – 吉列爾梅奧古斯托·布里托卡坡洛，安哥拉总督(1886-1892)

## 英國
- 英屬維爾京群島 –爱德华·约翰·卡梅隆，英屬維爾京群島总督(1887-1894)
- 福克兰群岛 – 托馬斯·克爾，福克兰群岛总督(1887-1891)
- 拉各斯殖民地 -
- 马耳他殖民地 – 亨利·托伦斯，马耳他总督(1888-1889年)
- 新南威爾士州 –  查爾斯·溫恩 - 凱靈頓，新南威爾士州总督 (1885-1890)
- 昆士兰州 –陆军元帅长官 亨利·诺曼，昆士兰州总督(1889-1895)
- 塔斯馬尼亞州 – 罗伯特·汉密尔顿，塔斯马尼亚州总督(1887-1892)
- 南澳大利亚州
  1. 羅敏申，南澳大利亚州总督(1883-1889)
  2. 阿爾根農基思 - 法爾康納,南澳大利亚州总督(1889-1895)
- 維多利亞州
  1. 亨利，主湖长维多利亚(1884-1889)
  2. 约翰希望，厄尔*霍普顿州长维多利亚(1889-1895)
- 西澳大利亚州 – 弗雷德里克·布鲁姆，西澳大利亚州总督(1883-1890)